# Matra MS7
La Matra MS7 è una monoposto di Formula 1, costruita dalla scuderia francese Matra per partecipare al Campionato mondiale di Formula 1 1967.